# Zybert II Dobry
Sigeberht II Dobry (nieznana data urodzenia, zm. ok. 660) – władca anglosaskiego Królestwa Essex w okresie 653–ok. 660. Był zwolennikiem chrystianizacji Essex.
Źródłem informacji o jego panowaniu jest kronika Bedy Czcigodnego "Historia ecclesiastica gentis Anglorum".
Pochodził z rodu królewskiego - wywodził się w prostej linii od Aescwina – założyciela Królestwa Essex. Część badaczy uważa, że był synem Sexbalda, a wnukiem Sleddy. Z kolei inni sądzą, że był synem Saewarda i ojcem Sighere. W 653 objął tron po śmierci swego krewniaka Sigeberhta I.
Sigeberht sprzymierzył się z potężnym władcą sąsiedniej Nortumbrii Oswiu, co pozwoliło mu wydostać kraj spod wpływów Mercji i jej władcy Pendy. Nowy sojusznik namówił go do wyrzeczenia się pogaństwa i przyjęcia religii chrześcijańskiej. Chrztu udzielił mu biskup Finan w posiadłości Oswiu (w pobliżu pozostałości umocnień rzymskich, znanych jako Mur Hadriana). Badacze datują ceremonię na rok 653 lub 654 – w każdym razie przed najazdem armii Pendy na Nortumbrię.
Sigeberht był bardzo żarliwym neofitą i rozpoczął starania o chrystianizację całego swego królestwa. Za jego namową Oswiu poprosił biskupa Cedda, którego wcześniej wysłał z misją ewangelizacyjną na teren Mercji, aby udał się do Essex i tam nawracał. Cedd tak skutecznie wywiązał się ze swej powinności, że w nagrodę został przez Finana wyświęcony na biskupa Essex ok. 654 roku. Zaraz po powrocie z Lindisfarne, gdzie urzędował Finan, Cedd założył dwie wspólnoty - w Tilaburg (ob. East Tilbury) oraz w Ithancester (ob. Bradwell-on-Sea). Z tego ostatniego kierował dalszą chrystianizacją Essex.
Beda przytacza historię śmierci króla Sigeberhta, który miał zostać zamordowany przez dwóch krewniaków, ekskomunikowanych przez Cedda, którzy mieli mu za złe zbytnie sprzyjanie nowej religii i pobłażliwość dla wrogów. Cedd miał zakazać królowi kontaktów z krewniakami, a gdy ten zakaz złamał, przepowiedział, że umrze za swoje nieposłuszeństwo w ich domu. Tak też się stało.
Prawdopodobnie zabójstwo króla Sigeberhta miało tło polityczne i wiązało się z próbą uwolnienia się Essex spod wpływów Nortumbrii. Potwierdzają to działania jego następcy – Swithelma, który sojuszników szukał w Królestwie Wschodnich Anglów.